# 张然 (演员)
张然（1988年1月10日—），北京人，中国大陆女演员。毕业于北京电影学院表演系05级本科班。

## 影视作品
- 2005年《维纳斯之恋》 饰 安安
- 2006年《神秘海平线》 饰 孙艳
- 2008年《望族》饰 罗曼丽
- 2008年《晋阳老醋坊》 饰 小翠
- 2009年 数字电影《绝对男女》 饰 祖儿
- 2009年 电影《孔子》客串
- 2009年 电影《无人驾驶》客串女孩
- 2009年 喜剧电影《三笑之才子佳人》 饰演 春香
- 2010年 《碧波仙子》 饰演 明珠
- 2010年 数字电影《爱情搭错车》饰演 小于
- 2011年 《千山暮雪》饰演 劉悅瑩

## 其他作品
- 话剧：《单反爱情主义》
- MV 作品《爱像是昨天》

## 广告杂志
- 平面杂志：《青春族》 《希望》 《新锐》 《人像摄影》 《北京电视周刊》 《瑞丽服饰美容》 《动感地带》 《me》 《wo》网络杂志等
- 流动活： 《牡丹卡》 《麦尔趣月饼》 《康必得复方莲蒲》 《三元电热水器》 《华新数字电视》
- 平面广告：《中国移动通信》 《韩国染发剂》 《埃斯特》女装 2008奥运眼镜
- 短篇：湖南经济台九周年《噜咕噜咕》女主角
- 选秀：红楼梦中人北京赛区 林黛玉候选人